# Вірджинія Кертлі
Кертлі Вірджинія (англ. Virginia Kirtley; 11 листопада 1888 — 19 серпня 1956) — американська акторка часів німого кіно. Протягом своєї кар'єри, яка тривала у 1910-1920-х роках, зналась у 55 фільмах.

## Фільмографія
| Рік  |    | Українська назва         | Оригінальна назва           | Роль                |
| ---- | -- | ------------------------ | --------------------------- | ------------------- |
| 1913 | кф | Драматична кар'єра Мейбл | Mabel's Dramatic Career     |                     |
| 1913 | кф | Новий герой Мейбл        | Mabel's New Hero            |                     |
| 1914 | кф | Джонні в кіно            | A Film Johnnie              | дівчинка            |
| 1914 | кф | Заробляючи на життя      | Making a Living             |                     |
| 1914 | кф | В лапах банди            | In the Clutches of the Gang |                     |
| 1914 | кф | Весілля Ребекки          | Rebecca's Wedding Day       |                     |
| 1914 | кф | Помилковий флірт         | A Flirt's Mistake           | дівчина на тротуарі |